# Финдли, Джейк
Джон Уи́льямсон Фи́ндли (англ. John Williamson Findlay; 13 июля 1954, Блэргоури и Рэттрей, Пертшир — 3 мая 2025) — шотландский футболист, играл на позиции вратаря.

## Биография

### Игровая карьера
В подростковом возрасте присоединился к клубу «Астон Вилла», но в течение нескольких лет играл только за молодёжную команду. В 1974 году был вызван в основную команду, но в этом клубе проигрывал конкуренцию основным вратарям Джиму Камбесу и Джону Барриджу. Всего за два сезона в общей сумме он сыграл за эту команду 18 матчей.
В 1977 году Финдли перешёл в клуб Второго дивизиона «Лутон Таун» и рассматривался как дублёр Милии Алексича. Затем он стал основным вратарём «шляпников» и оставался им в течение нескольких лет. По итогам сезона 1981/82 «Лутон Таун» получил повышение в классе и пробился в Первый дивизион. Всего в общей сложности сыграл за «шляпников» 187 матчей. В 1983 году играл на правах аренды за «Барнсли» и «Дерби Каунти». Завершил карьеру в «Ковентри Сити» в 1987 году.

### Смерть
Скончался 3 мая 2025 года в возрасте 70 лет.